# Sadao Abe
Sadao Abe (阿部サダヲ?, Abe Sadao/Sadawo; Matsudo, 23 aprile 1970) è un attore e cantante giapponese. 
Fa parte della rockband Group Tamashii. Ottenne una candidatura per gli Awards of the Japanese Academy come miglior attore per il film Maiko Haaaan!!!.

## Filmografia

### Cinema
- Naked Blood, regia di Hisayasu Satō (1995)
- Uzumaki, regia di Higuchinsky (2000)
- Kamikaze Girls, regia di Tetsuya Nakashima (2004)
- Yaji and Kita: The Midnight Pilgrims (Mayonaka no Yaji-san Kita-san), regia di Kankurô Kudô (2005)
- Helen the Baby Fox (Kogitsune Heren), regia di Keita Kôno (2006)
- Ten Nights of Dream (Yume jû-ya) (episodio The 6th Night), regia di Suzuki Matsuo (2006)
- Kisarazu Cat's Eye: World Series, regia di Fuminori Kaneko (2006)
- Maiko Haaaan!!!, regia di Nobuo Mizuta (2007)
- Paco and the Magical Picture Book (Pako to mahô no ehon), regia di Tetsuya Nakashima (2008)
- Ōoku, regia di Fuminori Kaneko (2010)
- Mother, regia di Tatsushi Ōmori (2020)
- Cells at Work: Lavori in corpo (Hataraku saibou), regia di Hideki Takeuchi (2024)

### Televisione
- Ikebukuro West Gate Park (2000)
- Kisarazu Cat's Eye (2002)
- Tsubasa no oreta tenshitachi (2006)
- Unfair (2006)
- First Kiss (2007)
- Iryu 2 (Team Medical Dragon 2) (2007)